# ۱۹۶۷

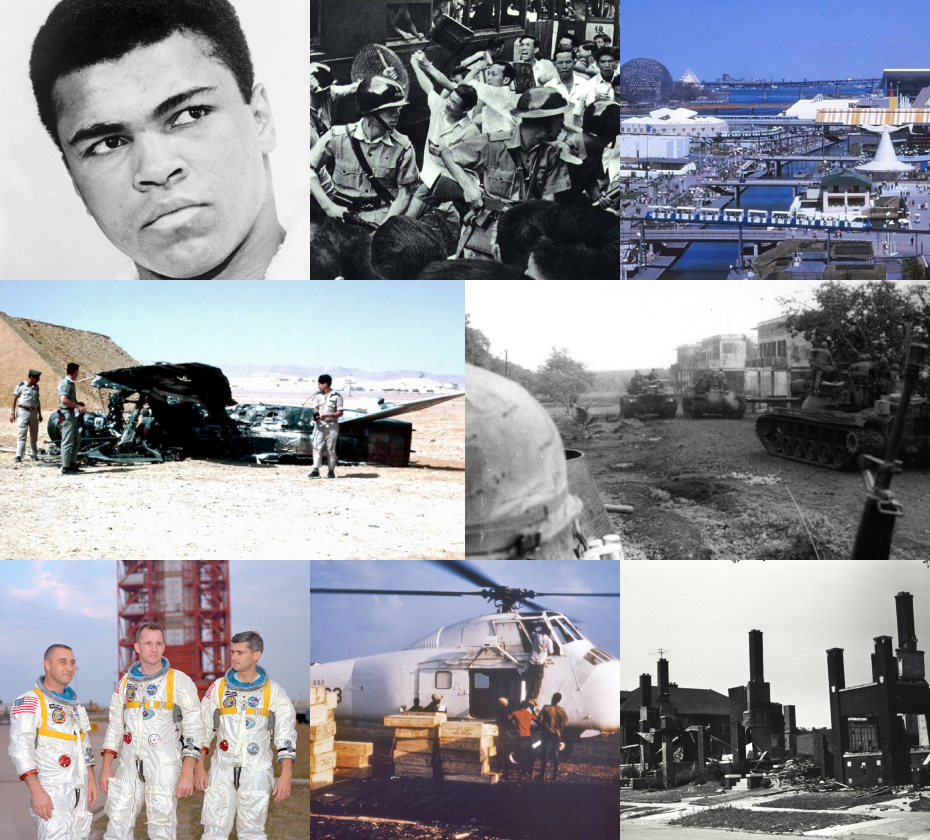

سال ۱۹۶۷ (هزار و نهصد و شصت و هفت) میلادی، هفتمین سال از دهه ۱۹۶۰ در سده ۲۰ میلادی بود.

## رویدادها
تاسیس رسمی باشگاه فرهنگی ورزشی پرسپولیس
۲۶ اکتبر: تاج‌گذاری محمدرضا شاه پهلوی، شاه ایران.
۱ ژوئن: بیتلز برترین آلبوم جهان یعنی گروه کلوپ بی‌کسان گروهبان فلفل را عرضه کرد

## زادروزها
- ۲ ژانویه – تیا کریر، صداپیشه، بازیگر، و خواننده آمریکایی
- ۵ ژانویه – جو فلانیگان، بازیگر آمریکایی
- ۸ ژانویه – آر. کلی، خواننده-ترانه‌سرا، تهیه‌کننده موسیقی، ترانه‌سرا، آهنگساز، موسیقی‌دان، بازیگر، و خواننده آمریکایی
- ۱۵ ژانویه – نیلوفر بیضایی، نمایشنامه‌نویس و کارگردان تئاتر ایرانی
- ۱۶ ژانویه – آندره‌آ جیمز، تهیه‌کننده و بازیگر آمریکایی
- ۱۸ ژانویه – ایوان زامورانو، بازیکن فوتبال شیلیایی
- ۱ فوریه – مگ کابوت، نویسنده آمریکایی
- ۲۰ فوریه - کرت کوبین ستارهٔ راک آمریکایی و بنیانگذار نیروانا
- ۲۶ فوریه – کازویوشی میورا، بازیکن فوتبال ژاپنی
- ۱ مارس – جرج ایدز، بازیگر آمریکایی
- ۱۳ مارس – آندرس اسکوبار، بازیکن فوتبال کلمبیایی
- ۱۶ مارس – لورن گراهام، تهیه‌کننده، بازیگر، و نویسنده آمریکایی
- ۷ آوریل - مهران مدیری - بازیگر و کارگردان طنزپرداز ایرانی
- ۱۸ آوریل – ماریا بلو، بازیگر آمریکایی
- ۱۰ مه – نوبوهیرو تاکدا، بازیکن فوتبال ژاپنی
- ۲۱ مه - کریس بنوا، کشتی کج کار کانادایی.
- ۲۲ مه – بروک اسمیت (بازیگر)، بازیگر آمریکایی
- ۲۷ مه – پل گسکوین، بازیکن فوتبال انگلیسی
- ۲۹ مه – نوئل گلگر، گیتاریست بریتانیایی
- ۶ ژوئن – پل جیاماتی، بازیگر آمریکایی
- ۱۶ ژوئن – یورگن کلوپ، بازیکن فوتبال و مربی فوتبال آلمانی
- ۱۶ ژوئیه – ویل فرل، تهیه‌کننده، صداپیشه، بازیگر، نویسنده، و فیلمنامه‌نویس آمریکایی
- ۱۸ ژوئیه – وین دیزل، صداپیشه، نویسنده، فیلمنامه‌نویس، بازیگر، کارگردان، و تهیه‌کننده آمریکایی
- ۱۹ ژوئیه – راجح عمر، ژورنالیست بریتانیایی
- ۲۲ ژوئیه – ریس آیفنز، بازیگر بریتانیایی
- ۲۳ ژوئیه – فیلیپ سیمور هافمن، تهیه‌کننده، صداپیشه، بازیگر، و کارگردان آمریکایی (د. ۲۰۱۴)
- ۲۵ ژوئیه – مت له بلانک، تهیه‌کننده و بازیگر آمریکایی
- ۲۶ ژوئیه – جیسون استاتهام بازیگر، ورزشکار و صداپیشه مشهور بریتانیایی
- ۳ اوت – متیو کاسوویتس، تهیه‌کننده، فیلمنامه‌نویس، بازیگر، و کارگردان فرانسوی
- ۶ اوت – مارتسل ووست، دوچرخه‌سوار اهل آلمان
- ۱۳ اوت – آملی نوتومب، نویسنده بلژیکی
- ۹ سپتامبر – آکشی کومار، بازیگر هندی
- ۱۸ سپتامبر – تارا فیتزجرالد، بازیگر بریتانیایی
- ۱۹ سپتامبر – الکساندر کارلین، سیاست‌مدار روسی
- ۲۰ سپتامبر – کریستن جانستون، بازیگر آمریکایی
- ۲۲ سپتامبر – فلیکس ساوون، بوکسور کوبایی
- ۳۰ سپتامبر – آندرئا روث، بازیگر کانادایی
- ۴ اکتبر – لیو شریبر، صداپیشه، نویسنده، فیلمنامه‌نویس، بازیگر، کارگردان، و تهیه‌کننده آمریکایی
- ۵ اکتبر – گای پیرس، بازیگر استرالیایی
- ۷ اکتبر – تونی براکستون، خواننده-ترانه‌سرا، موسیقی‌دان، بازیگر، و خواننده آمریکایی
- ۲۶ اکتبر – کیث اربن، خواننده استرالیایی
- ۲۷ اکتبر – اسکات ویلند، خواننده آمریکایی
- ۳ نوامبر – استیون ویلسون، مهندس و گیتاریست انگلیسی
- ۵ نوامبر – جودی ریس، تهیه‌کننده و بازیگر آمریکایی
- ۱۵ نوامبر – فرانسوا اوزون، فیلمنامه‌نویس، تدوینگر، تهیه‌کننده، و کارگردان فرانسوی
- ۱۶ نوامبر – لیزا بونت، بازیگر آمریکایی
- ۲۳ نوامبر – سالی ریچاردسن، بازیگر آمریکایی
- ۲۸ نوامبر – آنا نیکول اسمیت، بازیگر و رقاص آمریکایی (د. ۲۰۰۷)
- ۹ دسامبر – جاشوا بل، موسیقی‌دان آمریکایی
- ۱۱ دسامبر – مونیک، بازیگر آمریکایی
- ۲۱ دسامبر _ میخائیل ساکاشویلی؛ رئیس‌جمهور گرجستان.
- ۲۲ دسامبر – دن پترسکو، بازیکن فوتبال رومانییی

## درگذشت‌ها
- ۲۱ ژانویه – ان شرایدن، بازیگر آمریکایی (ز. ۱۹۱۵)
- ۱۵ فوریه – آنتونیو مورنو، بازیگر و کارگردان اسپانیایی (ز. ۱۸۸۷)
- ۱۸ فوریه – رابرت اوپنهایمر، فیزیک‌دان و مهندس آمریکایی (ز. ۱۹۰۴)
- ۲ مارس – گوردن هارکر، بازیگر بریتانیایی (ز. ۱۸۸۵)
- ۷ مارس – آلیس بی. تکلاس، نویسنده آمریکایی (ز. ۱۸۷۷)
- ۲۷ مارس – یاروسلاو هیروفسکی، شیمی‌دان اهل جمهوری چک (ز. ۱۸۹۰)
- ۲۲ آوریل – تام کانوی، بازیگر بریتانیایی (ز. ۱۹۰۴)
- ۲۹ آوریل – آنتونی مان، بازیگر و کارگردان آمریکایی (ز. ۱۹۰۶)
- ۳ مه – ارنست ولوبر، نظامی و سیاستمدار اهل جمهوری دموکراتیک آلمان (ز. ۱۸۹۸)
- ۷ مه – جودیت اولین، بازیگر آمریکایی (ز. ۱۹۱۳)
- ۱۲ مه – جان میسفیلد، شاعر و نویسنده بریتانیایی (ز. ۱۸۷۸)
- ۱۵ مه – ادوارد هاپر، نقاش آمریکایی (ز. ۱۸۸۲)
- ۲۹ مه – گئورگ ویلهلم پابست، کارگردان اتریشی (ز. ۱۸۸۵)
- ۲ ژوئن - کشته شدن بنو اونه‌زورگ در تظاهرات علیه دیدار محمدرضاشاه پهلوی از برلین.
- ۱۰ ژوئن – اسپنسر تریسی، بازیگر آمریکایی (ز. ۱۹۰۰)
- ۵ ژوئیه – اوگوستن رنژوال، دوچرخه‌سوار اهل فرانسه (ز. ۱۸۸۲)
- ۲۲ ژوئیه – کارل سندبرگ، شاعر آمریکایی (ز. ۱۸۷۸)
- ۸ ژوئیه – ویوین لی، بازیگر بریتانیایی (ز. ۱۹۱۳)
- ۱۳ اوت – جین دارول، بازیگر آمریکایی (ز. ۱۸۷۹)
- ۱۵ اوت، رنه ماگریت، نقاش فراواقع گرای بلژیکی.
- ۳۱ اوت – ایلیا ارنبورگ، ژورنالیست، نویسنده، و شاعر اهل شوروی (ز. ۱۸۹۱)
- ۱۲ سپتامبر – ولادیمیر بارتول، نویسنده اهل اسلونی (ز. ۱۹۰۳)
- ۱۸ سپتامبر – جان داگلاس کاکرافت، فیزیک‌دان بریتانیایی (ز. ۱۸۹۷)
- ۸ اکتبر – کلمنت اتلی، سیاست‌مدار بریتانیایی (ز. ۱۸۸۳)
- ۹ اکتبر – چه گوارا ، پزشک، چریک، نویسنده، سیاست‌مدار و انقلابی کوبایی (ز. ۱۹۲۸)
- ۱۲ اکتبر – نت پندلتن، بازیگر آمریکایی (ز. ۱۸۹۵)
- ۲۰ اکتبر – یوشیدا شیگه‌رو، سیاست‌مدار و دیپلمات ژاپنی (ز. ۱۸۷۸)
- ۲۹ اکتبر – ژولین دوویویه، فیلمنامه‌نویس، نویسنده، و کارگردان فرانسوی (ز. ۱۸۹۶)
- ۹ نوامبر – چارلز بیکفورد، بازیگر آمریکایی (ز. ۱۸۹۱)
- ۱۵ نوامبر – آلیس لیک، بازیگر آمریکایی (ز. ۱۸۹۵)
- ۲۱ دسامبر – استوارت اروین، بازیگر آمریکایی (ز. ۱۹۰۳)